# Donald Ornstein
Donald Samuel Ornstein, né le 30 juillet 1934 à New York, est un mathématicien américain.
Il est professeur de théorie ergodique à l'université Stanford, où il a pris sa retraite en 2004.
Il est membre de l'Académie nationale des sciences depuis 1981.
Il a reçu le prix Bôcher en 1974 pour son travail sur les schémas de Bernoulli.

## Publications
- Ergodic Theory, Randomness, and Dynamical Systems, Yale University Press, 1974  (ISBN 0-300-01745-6)
- (avec Benjamin Weiss et Daniel J. Rudolph) Equivalence of Measure Preserving Transformations, AMS, 1982
- (avec Benjamin Weiss) « Geodesic flows are Bernouillian », dans Israel Journal of Mathematics, vol. 14, 1973, p. 184
- (avec Benjamin Weiss) « On the Bernoulli nature of systems with some hyperbolic structure », dans Ergodic Theory and Dynamical Systems, vol. 18, 1998, p. 441-456